# لشکرکشی هامگیونگ
لشکرکشی هام‌گیونگ (انگلیسی: Hamgyong campaign) یکی از نبردهای تهاجم ژاپن به کره (۱۵۹۸–۱۵۹۲) بود. حمله کاتو کیوماسا به استان هامگیونگ در شمال شرقی کره بود. این کارزار عمدتاً به کمک شورشیان کره ای انجام شد که در نهایت شاهزاده‌هایشان؛ شاهزاده ایمه و شاهزاده سونوا را نیز به ژاپنی‌ها تسلیم کردند. ژاپنی‌ها به لبه شمال شرقی استان هامگیونگ رسیدند، از رود تومن عبور کردند و به مردم جورجی (قومی از مردم چینی) حمله کردند، اما با مقاومت شدید مواجه شدند. کاتو کیوماسا به جنوب بازگشت و در آنبیون اقامت گزید در حالی که پایگاه نابه‌شیما نائوشیگه در گیلجو بود. در زمستان بر اثر مقاومت مردم محلی قوای ژاپنی شروع به عقب‌نشینی کرد ژاپن کرد و گیلجو محاصره شد.

## لشکرکشی
کاتو کیوماسا و نابه‌شیما نائوشیگه پس از تصرف شهر سئول با نیروی بیست هزار نفری به استان هامگیونگ حمله کردند. فرمانده ارتش جنوب و فرماندار استان هامگیونگ بدون هیچ گونه مقاومتی فرار کردند.
ژاپنی‌ها با اولین مقاومت واقعی در هاجونگ‌چانگ (Haejungchang)، انباری در نزدیکی گیلجو مواجه شدند. فرمانده ارتش شمال هان گوکنام حمله به ژاپنی‌ها را بر عهده گرفت و آنها را مجبور کرد در انبار پناه بگیرند. وی سپس در موقعیت آنها پیشروی کرد اما در مقابل تیراندازی گسترده ژاپنی‌ها قادر به گرفتن انبار مستحکم نبود. کره ای‌ها به کوه مجاور عقب نشستند و بعداً همان شب در کمین ژاپنی‌ها گرفتار شده و اسیر شدند.
کاتو کیوماسابه سمت شمال رفت و تسلیم شدگان و شورشیان کره ای، دو شاهزاده کره‌ای، شاهزاده ایمهه و شاهزاده سونوا را تحویل وی دادند. سپس کاتو با ۸۰۰۰ سرباز و ۳۰۰۰ شورشیان کره ای از رود تومن (مرز کره شمالی و چین) عبور کرد و به قلمروی مردم جورجی وارد شد. وی اقدام به گرفتن قلعه ای نسبتاً بدون دفاع کرد. روز بعد نزدیک به ۱۰ هزار مردم جورجی به ژاپنی‌ها حمله کردند اما پس از شروع شدید باران
عقب‌نشینی کردند. کاتو به سرعت از آن طرف رود تومن و به جنوب آنبیون عقب‌نشینی کرد و در آنجا به تویوتومی هیده‌یوشی نامه نوشت.